# Діаграма взаємодії

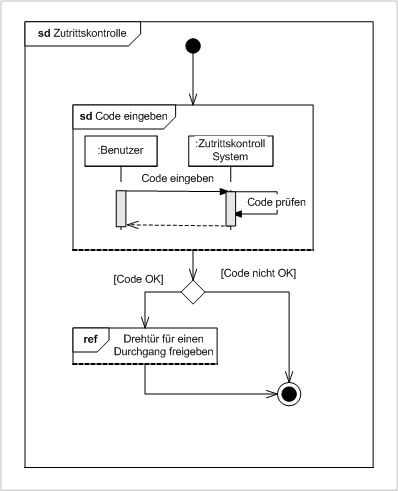

Діаграма взаємодії — одна з моделей опису поведінки взаємодіючих груп об'єктів в UML. Як правило, кожна окрема діаграма взаємодії описує поведінку тільки в межах одного варіанта використання. На такій діаграмі прийнято відображати екземпляри об'єктів та повідомлення, якими ці об'єкти обмінюються один з одним в рамках даного варіанта використання.